# استفانو تیچی
استفانو تیچی (انگلیسی: Stefano Ticci؛ زادهٔ ۱۳ مهٔ ۱۹۶۲)از برندگان مدال‌های بازی‌های المپیک اهل ایتالیا است.